# Michael Lohschmidt
Michael Lohschmidt (* 1969) ist ein früherer deutscher Biathlet.
Michael Lohschmidt war Ende der 1980er Jahre ein erfolgreicher Junioren-Biathlet. 1988 gewann er bei den Junioren-Weltmeisterschaften mit Frank Dittrich, Steffen Hoos und Mark Kirchner in der DDR-Staffel die Goldmedaille vor den Staffeln aus Norwegen und der Sowjetunion. Ein Jahr später hatte er seine erfolgreichste Saison. Bei den Junioren-Weltmeisterschaften gewann er mit Ricco Groß, Arne Kluge und Kirchner in der DDR-Staffel hinter der Sowjetunion und der Auswahl Westdeutschlands die Bronzemedaille. Im Sprint gewann er den Titel vor Mikael Löfgren und Wiktor Maigurow. Zudem gewann er bei den letzten DDR-Meisterschaften den Titel im Einzel. Nach seiner aktiven Karriere begann er für den SC Willingen zu arbeiten. Er ist dort Biathlontrainer und Fachwart Biathlon. Zu seinen Schützlingen gehören Carolin Hennecke sowie Karolin und Nadine Horchler.